# A157 (Russland)
Die A157 ist eine russische Fernstraße im Kaukasus. Sie führt von Karatschajewsk in der Republik Karatschai-Tscherkessien zur M29 bei Pjatigorsk in der Region Stawropol und ist 115 Kilometer lang.

## Verlauf
Die Straße führt zunächst von der im Tal des Kuban in 850 m Höhe liegenden Stadt Karatschajewsk an der A155 das Tal des rechten Nebenflusses Mana hinauf. Oberhalb des Dorfes Werchnjaja Mana überquert sie den gut 2000 m hohen, regelmäßig von Mai bis November passierbaren Gumbaschi-Pass über den Skalisty-Kamm („Felsenkamm“) des Großen Kaukasus. Der Kamm erreicht in unmittelbarer Nähe des Passes mit dem gleichnamigen Berg Gumbaschi eine Höhe von 2313 m. Im Passnähe entspringt auch der rechte Kuma-Nebenfluss Podkumok, dem die Straße weiter bis in das Gebiet der „Kaukasischen Mineralwasser-Kurorte“ (Kawminwody) um Kislowodsk, Jessentuki und Pjatigorsk zumeist am linken Ufer folgt.
0 km – Karatschajewsk
33 km – Gumbaschi-Pass
68 km – Utschkeken
85 km – Kislowodsk (am nördlichen Stadtrand vorbei)
100 km – Jessentuki (Umgehungsstraße)
115 km – Einmündung auf die R217 zwischen Lermontow und Pjatigorsk